# Resolução 205 do Conselho de Segurança das Nações Unidas
A Resolução 205 do Conselho de Segurança das Nações Unidas aprovada em 22 de maio de 1965, diante de um conflito potencialmente crescente na República Dominicana, o Conselho solicitou que a suspensão temporária das hostilidades em Santo Domingo, exigida pela Resolução 203 do Conselho de Segurança das Nações Unidas, fosse transformada em cessar-fogo permanente e Convidou o Secretário-Geral a apresentar um relatório ao Conselho sobre a implementação desta resolução.
A resolução é aprovada por dez votos a zero; Os Estados Unidos se abstiveram.
Nos dias que se seguiram à resolução, ocorreu uma cessação de facto das hostilidades em Santo Domingo.